# Alfonso Téllez Girón de las Casas
Alfonso Téllez-Girón de las Casas (Moral de Calatrava, c. 1453-1469), también conocido como Alfonso Pacheco, fue un noble español, primer conde de Ureña, señor de Osuna, de Tiedra, Peñafiel, Briones, Frechilla, Morón de la Frontera, Archidona, Arahal, Cazalla de la Frontera, Gelves, Olvera, Ortejicar, Villafrechós, Gumiel de Izán, Villamayor de Campos y Santibáñez, ricohombre y notario mayor de Castilla.
Hijo primogénito de Pedro Girón tenido fuera de matrimonio con Inés de las Casas, fue legitimado por bula del papa Calixto III en 1453.
A su temprana muerte a los 16 años, le sucedió su hermano Juan Téllez-Girón en sus señoríos y condado.
| Predecesor: Nueva creación | Conde de Ureña 1464-1469 | Sucesor: Juan Téllez Girón |